# Geneviève Thiroux d'Arconville
Geneviève Thiroux d'Arconville, född Darlus 17 oktober 1720 i Paris, död 23 december 1805, var en fransk kemist, författare och översättare. Hon är främst för sin studie av förruttnelse, och lät utge en vetenskaplig essä i ämnet 1766.